# Józef Król (ur. 1937)
Józef Król (ur. 24 lutego 1937 w Handzlówce) – polski działacz sportowy i partyjny, lekkoatleta i trener, w latach 1978–1981 naczelnik Mielca, w latach 1981–1990 wicewojewoda rzeszowski.

## Życiorys
Syn Jana i Katarzyny z domu Kusia. Absolwent Zasadniczej Szkoły Zawodowej w Rzeszowie (1954) i Technikum Mechanicznego MPC w Mielcu (1967). Następnie ukończył studium trenerskie w Wyższej Szkole Wychowania Fizycznego w Poznaniu oraz studia z administracji na Uniwersytecie Marii Curie-Skłodowskiej (1977). Zawodowo od 1957 pracował jako robotnik kolejno w WSK w Rzeszowie, ZPOW Pektowin w Jaśle i w WSK Mielec, dochodząc do stanowiska starszego kontrolera. Ostatecznie do objął funkcję szefa działu administracji wewnętrznej i głównego specjalisty ds. inwestycji nieprzemysłowych w WSK Mielec.
Równocześnie trenował w Ludowych Zespołach Sportowych, specjalizował się w zakresie pchnięcia kulą i podnoszenia ciężarów. Był wielokrotnym mistrzem i rekordzistą województwa rzeszowskiego w tych dyscyplinach (m.in. długo niepobity wojewódzki rekord rzutu 16,16 m). Zdobył wicemistrzostwo Polski juniorów w podnoszeniu ciężarów (1957) i mistrzostwo Polski I klas sportowych w pchnięciu kulą (1962). W 1963 przeniósł się do Mielca, gdzie dołączył do sekcji lekkoatletycznej Stali Mielec (LKS Stal Mielec). Karierę sportową ostatecznie zakończył w 1970. Pracował jako trener kobiet i mężczyzn w zakresie pchnięcia kulą. W ramach etatowej pracy w WSK Mielec został kierownikiem ośrodka sportowego FSK Stal Mielec
W młodości działacz Związku Młodzieży Polskiej. Wstąpił do Polskiej Zjednoczonej Partii Robotniczej, od 1978 do 1981 członek Komitetu Miejskiego PZPR w Mielcu. Zasiadał w Miejskiej Radzie Narodowej w Mielcu (1978–1982) oraz Wojewódzkiej Radzie Narodowej w Rzeszowie (1980–1984). Od 1 października 1978 do 1 sierpnia 1981 zajmował stanowisko naczelnika miasta Mielec. Następnie od kwietnia 1981 do przejścia na emeryturę w maju 1990 wykonywał obowiązki wicewojewody rzeszowskiego. W latach 90. prowadził własną działalność w branży handlowo-usługowej.

## Odznaczenia
Odznaczony m.in. Krzyżem Kawalerskim Orderu Odrodzenia Polski (1984) oraz Złotą Odznaką „Zasłużony Działacz Kultury Fizycznej” (1984), a także licznymi odznaczeniami organizacji sportowych i innych (m.in. Polskiego Związku Lekkiej Atletyki, Polskiego Związku Podnoszenia Ciężarów, Stali Mielec i Towarzystwa Łączności z Polonią Zagraniczną „Polonia”).